# Шарль Вольф (астроном)
Шарль Жозеф Етьєн Вольф (фр. Charles Joseph Étienne Wolf; 9 листопада 1827, Ворж — 4 липня 1918, Сен-Серван) — французький астроном, член (з 1883-го) і президент (у 1897-му) Французької академії наук.

## Життєпис
Шарль Вольф походив з ельзаської фермерської родини, його батько також був колишнім офіцером і мером Воржа. Шарль був другим з 11 дітей у сім'ї. Вольф навчався у приватному коледжі Роллена в Парижі і з 1848 по 1851 рік навчався у Вищій нормальній школі та на Факультеті наук Парижа, де отримав перший освітній ступінь у галузі фізики та математики. Потім він працював учителем фізики в ліцеї Німа, у 1856 році здобув докторський ступінь, далі викладав фізику на факультеті наук Університету Монпельє (з 12 квітня 1858 року).
У 1862 році став асистентом Паризької обсерваторії на пропозицію її директора Урбена Левер'є, де Шарль Вольф займався разом із Жоржем Рає спектроскопією зір та вивченням комет. Він також побудував сидеростат, започаткований Леоном Фуко, мав лабораторію з темною кімнатою і брав участь у картографуванні неба за допомогою телескопа з екваторіальним монтуванням. Спочатку доцент, відповідальний за курс небесної фізики (1970-х), у 1893 році він став професором кафедри фізичної астрономії Факультету наук Парижа. Відтоді він дедалі більше присвячував себе викладацькій роботі.
У 1874 році Шарль Вольф був обраний асоційованим членом Королівського астрономічного товариства. У 1883-му його також було обрано членом Французької академії наук. Крім того, він обіймав посаду віцепрезидента (1897) і президента цієї академії у 1898 році.
Разом із Жоржем Рає вважається одним із першовідкривачів типу зір, які зараз називаються зорями Вольфа — Рає (WR). Їх відкриття пов'язане зі спостереженням великих емісійних спектральних ліній у спектрі зорі P Лебедя (лат. P Cygni).

## Вибрані праці
- Wolf, Charles Les hypothèses cosmogoniques. Examen des théories scientifiques modernes sur l'origine des mondes ; suivi de la traduction de la Théorie du ciel de Kant [Архівовано 12 січня 2022 у Wayback Machine.], Paris: Gauthier-Villars, 1886. (Космогонічні гіпотези. Огляд сучасних наукових теорій про походження світів з наступним перекладом кантівської теорії неба)
- Wolf, Charles Astronomie et géodésie: cours professé à la Sorbonne [Архівовано 12 січня 2022 у Wayback Machine.], G. Carré (Paris), 1891. (Астрономія і геодезія: курс читається в Сорбонні)
- Wolf, Charles Histoire de l'Observatoire de Paris, de sa fondation à 1793 [Архівовано 13 січня 2022 у Wayback Machine.], Paris: Gauthier-Villars, 1902. (Історія Паризької обсерваторії з моменту її заснування у 1793 році)